# 皮雪
皮雪（法語：Puisieux，法語發音：[pɥizjø] ⓘ）是法国上法蘭西大區加来海峡省的一个市镇，属于阿拉斯区。

## 地理
皮雪（50°6'58"N, 2°41'41"E）面积11.69 平方千米，位于法国上法蘭西大區加来海峡省，该省份为法国北部沿海省份，西北濒北海，南至索姆省，东临北部省。
与皮雪接壤的市镇（或旧市镇、城区）包括：比夸、埃比泰尔讷、昂克尔河畔博库尔、博蒙阿梅勒、格朗库尔、米罗蒙。

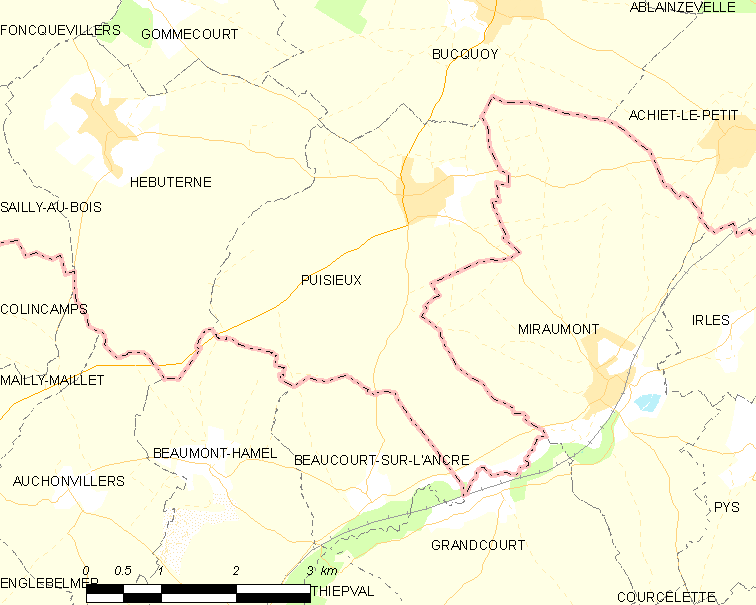
皮雪的OSM定位图

皮雪的时区为UTC+01:00、UTC+02:00（夏令时）。

## 行政
皮雪的邮政编码为62116，INSEE市镇编码为62672。

## 政治
皮雪所属的省级选区为阿韦讷勒孔特县。

## 人口

1962-2008年间皮雪人口变化图示

皮雪于2022年1月1日时的人口数量为666人。